# Pallacanestro Treviso 1992-1993
Questa voce raccoglie le informazioni riguardanti la Pallacanestro Treviso nelle competizioni ufficiali della stagione 1992-1993.

## Stagione
La stagione 1992-1993 della Pallacanestro Treviso sponsorizzata Benetton, è la 9ª nel massimo campionato italiano di pallacanestro, la Serie A1.

## Roster
Aggiornato al 13 dicembre 2021.
| Benetton Treviso 1992-1993 | Benetton Treviso 1992-1993 |
| Giocatori                  | Staff tecnico              |
| -------------------------- | -------------------------- |

| N. | Naz.                                     | Ruolo | Nome              | Anno | Alt.   | Peso   |  |
| -- | ---------------------------------------- | ----- | ----------------- | ---- | ------ | ------ |  |
| 4  | Italia (bandiera)                        | P     | Marco Mian        | 1970 | 195 cm |        |  |
| 5  | Italia (bandiera)                        | AG    | Davide Piccoli    | 1974 | 197 cm |        |  |
| 6  | Italia (bandiera)                        | G     | Massimo Iacopini  | 1964 | 196 cm |        |  |
| 7  | Croazia (bandiera)                       | A     | Toni Kukoč        | 1968 | 207 cm | 87 kg  |  |
| 8  | Italia (bandiera)                        | AG    | Riccardo Esposito | 1966 | 202 cm | 95 kg  |  |
| 9  | Italia (bandiera)                        | GA    | Maurizio Ragazzi  | 1964 | 196 cm |        |  |
| 10 | Italia (bandiera)                        | C     | Nino Pellacani    | 1962 | 208 cm |        |  |
| 11 | Stati Uniti (bandiera)                   | G     | Terry Teagle      | 1960 | 196 cm | 88 kg  |  |
| 12 | Italia (bandiera)                        | C     | Alberto Vianini   | 1968 | 207 cm | 107 kg |  |
| 13 | Argentina (bandiera) · Italia (bandiera) | P     | Germán Scarone    | 1975 | 190 cm | 81 kg  |  |
| 13 | Italia (bandiera)                        | AC    | Emanuele Polesel  | 1973 | 200 cm |        |  |
| 14 | Italia (bandiera)                        | G     | Andrea Buzzavo    | 1973 |        |        |  |
| 15 | Italia (bandiera)                        | C     | Stefano Rusconi   | 1968 | 208 cm | 120 kg |  |
|    | Stati Uniti (bandiera)                   | P     | Chris Corchiani   | 1968 | 185 cm | 88 kg  |  |
| -  | Italia (bandiera)                        | C     | Denis Marconato   | 1975 | 209 cm | 105 kg |  |

| Allenatore                                                     |
| - Petar Skansi                                                 |
| Assistente/i                                                   |
| - Nessuno Legenda - (C) Capitano - (IN) Inattivo - Infortunato |

## Mercato

### Sessione estiva
| Acquisti | Acquisti          | Acquisti      | Acquisti   | Acquisti |
| R.       | Nome              | da            | Modalità   |          |
| -------- | ----------------- | ------------- | ---------- | -------- |
| GA       | Maurizio Ragazzi  | LP Livorno    | definitivo |          |
| AG       | Riccardo Esposito | Pall. Firenze | definitivo |          |
| G        | Terry Teagle      | L.A. Lakers   | definitivo |          |
| P        | Germán Scarone    |               | definitivo |          |

| Cessioni | Cessioni         | Cessioni          | Cessioni       | Cessioni |
| R.       | Nome             | a                 | Modalità       |          |
| -------- | ---------------- | ----------------- | -------------- | -------- |
| P        | Vinny Del Negro  | San Antonio Spurs | fine contratto |          |
| C        | Pietro Generali  | Petrarca          | fine contratto |          |
| A        | Fabio Morrone    | Pall. Firenze     | fine contratto |          |
| G        | Cristian Mayer   | Aresium           | fine contratto |          |
| C        | Jeffrey Colladon |                   | fine contratto |          |

### Dopo l'inizio della stagione
| Acquisti | Acquisti        | Acquisti           | Acquisti      | Acquisti   |
| R.       | Nome            | da                 | Data          | Modalità   |
| -------- | --------------- | ------------------ | ------------- | ---------- |
| P        | Chris Corchiani | Washington Bullets | febbraio 1993 | definitivo |

| Cessioni | Cessioni | Cessioni | Cessioni | Cessioni |
| R.       | Nome     | a        | Data     | Modalità |
| -------- | -------- | -------- | -------- | -------- |